# Luiz Cláudio Menon
Luiz Claudio Menon, (nacido el 7 de julio de 1944 en Sao Paulo, Brasil) fue un jugador brasileño de baloncesto.